# Jelisaveta Veljković
Jelisaveta Veljković (Ravna Gora, 18. srpnja 1904. – Beograd, 20. listopada 2016.) bila je hrvatsko-srpska superstogodišnjakinja koja je u trenutku smrti bila najstarija živuća osoba u Srbiji, ona također drži rekord za najstariju potvrđenu osobu koja je ikada rođena u Hrvatskoj i najstariju osobu koja je ikada umrla u Srbiji.

## Životopis
Jelisaveta je rođena pod imenom Vicenca Kufner, 18. srpnja 1904. godine u selu Ravna Gora kod Gorskog kotara u Hrvatskoj (tada dio Austro-Ugarske monarhije), kao drugo od sedmero djece u talijansko-austrijskoj obitelji. Završila je pet razreda osnovne škole, a voljela je školu i očevu krojačku radnju. Cijeli se život sjećala strahota Prvog svjetskog rata koje je provela u domovini. Ipak, odlučila je doći u Beograd. Sa 16 godina prvi put je zakoračila na beogradsku kaldrmu, obnovljenu tek nakon Prvog svjetskog rata. Kao prvi veliki događaj u novom gradu, Vicenza je prisjetila vjenčanja kralja Aleksandra Karađorđevića s rumunjskom princezom Marijom. Živjela je s prijateljima, a preko puta nje živio je mladi dekorater Narodnog pozorišta Stanislav Veljković. Udala se za njega 1924. kada je imala 20 godina. Vjenčali su se u crkvi Svetog Marka u Beogradu. Vicenca je udajom za Stanislava prihvatila pravoslavlje i dobila novo ime Jelisaveta Veljković. Rodila je 12 djece: Slavka (r. 1928), Dimitrija - Mitu (1939), Zoru (1931), Milenu - Bebu (1932), Mirjanu (1934) Branku (1936) i Olgicu (1946).
Suprug joj je umro 1983. Od smrti supruga operirala je mrenu, zbog čega nije smjela gledati televiziju. Do 2013. čitala je molitvenik. Posljednjih godina života nije mogla čitati novine zbog slabog vida. Za njezinu dugovječnost je navodno zaslužna genetika. Tetka joj je umrla u 103. godini, a ujak u 104. godini. Svakog jutra ustajala je u sedam sati. Tvrdila je da "dobro spava, malo hoda, a jede sve". Živjela je u općini Savski venac, koja je u sastavu grada Beograda. Stalno je bila okružena ikonama i crkvenim knjigama. Jednako se Bogu molila za djecu koja su živjela u Srbiji, kao i za svoje tri kćeri i sina u Kanadi.
Jelisaveta je preminula 20. listopada 2016. godine u općini Savski venac u Beogradu. Umrla je u dobi od 112 godina i 94 dana. U trenutku smrti imala je sedmero žive djece, deset unučadi, 13 praunučadi i jednu pra-praunuku.
Ona također drži rekord za najstariju potvrđenu osobu ikada rođenu u Hrvatskoj i najstariju osobu koja je ikada umrla u Srbiji.

## Vanjske poveznice
- Умрла најстарија Београђанка („Вечерње новости”, 22. listopada 2016.)
- Најстарија Београђанка умрла у 113. години („Политика”, 22. listopada 2016.)
- Žena koja je najduže živela u Srbiji (Vojvodina Uživo, 26. travnja 2023.)